# جو هارفي
جو هارفي (بالإنجليزية: Joe Harvey)‏ (11 يونيو 1918 في المملكة المتحدة - 24 فبراير 1989) هو مدرب كرة قدم ولاعب كرة قدم بريطاني (وحمل سابقاً جنسية المملكة المتحدة لبريطانيا العظمى وأيرلندا) في مركز نصف الجناح. لعب مع برادفورد سيتي ونادي بورنموث ونيوكاسل يونايتد ووولفرهامبتون واندررز.

## وصلات خارجية
- جو هارفي على موقع قاعدة بيانات كرة القدم.إي يو (الإنجليزية)
- جو هارفي على موقع عالم كرة القدم.نت (الإنجليزية)